# Marnick Vermijl
Marnick Vermijl (ur. 13 stycznia 1992 w Peer) – belgijski piłkarz występujący  na pozycji bocznego obrońcy w Thes Sport, jest prawonożny.

## Kariera klubowa
Karierę piłkarską rozpoczął w Bocholter VV. W 2010 trafił do Manchesteru United. 2 lutego 2015 roku przeszedł z Manchesteru United do Sheffield Wednesday, kwota transferu nie została ujawniona.